# Citadelle d'Halifax
La citadelle d'Halifax est une vaste fortification britannique située à Halifax en Nouvelle-Écosse. Construite entre 1828 et 1856, elle servit à la protection de l'une des quatre plus importantes bases navales de l'Empire britannique. Elle a été désignée lieu historique national en 1935.

## Guerre anglo-micmac
L'établissement d'Halifax marqua le début la guerre anglo-micmac. Elle débuta quand Edward Cornwallis arriva au port de Chebucto avec 13 navires de transport et un sloop-of-war le 21 juin 1749,. Le 11 septembre 1749, Cornwallis écrivit au Board of Trade:
« The Square at the top of the Hill is finished. These squares are done with double picquets, each picquet ten foot long and six inches thick. They likewise clear a Space of 30 feet without the Line and throw up the Trees by way of Barricade. When this work is compleated [sic] I shall think the Town as secure against Indians as if it was regularly fortify'd. »
Le premier fort était un prolongement de la palissade de la ville. La protection d'Halifax était aussi assurée par quatre autres forts : les forts Horsemans, Cornwallis, Lutrell et Grenadier. Un cinquième fort, le fort Charlotte, est ajouté sur l'île Georges en 1750.
L'établissement d'Halifax était en direct violation avec les traités signé en 1726 avec les Micmacs à la fin de la guerre anglo-wabanaki.[réf. souhaitée] Durant la guerre anglo-micmac, les colons d'Halifax était en constant état d'alerte. La région reçu pas moins de 12 raids mené par les Acadiens et les Micmacs. Quatre de ces raids visaient directement Halifax. Lors de l'un d'eux, ils scalpèrent le jardinier de Cornwallis, son fils, ainsi que quatre autres personnes.

## Guerre de la Conquête
Durant la guerre de la Conquête, la citadelle d'Halifax a été utilisée pour faciliter la déportation des Acadiens.[réf. nécessaire] Le fort tombe cependant rapidement dans un état de délabrement après la guerre. On tente de construire une nouvelle citadelle, mais l'attaque des Français sur Saint-Jean de Terre-Neuve force les Britanniques à plutôt consolider les fortifications de l'île Georges.

## Guerre d'indépendance des États-Unis

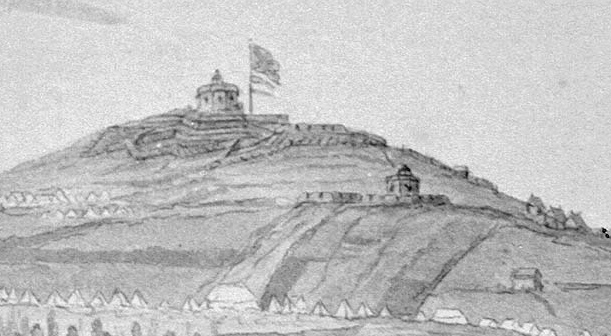
La citadelle d'Halifax vu du sud en 1780.

À la suite du déclenchement de la Guerre d'indépendance des États-Unis, les britanniques se sont mis à craindre que les Américains attaquent Halifax par voie terrestre. Ils firent reconstruire une nouvelle citadelle en bois, avec en son centre une tour octogonale qui servait aussi de caserne pouvant contenir 100 soldats. À la fin de la guerre, cette dernière tombe rapidement en ruine.

## Troisième citadelle
Lorsque le prince Édouard arrive à Halifax en 1794, il décide rapidement d'améliorer les défenses de la ville, jugées lamentables. Les plans de la nouvelle citadelle sont approuvés l'année suivante et la construction, qui durera quatre ans, débute en 1796. Il s'agit de la première citadelle à être construite directement au sommet de la colline surplombant la ville. Elle est aussi plus petite que celles qui l'ont précédée et ne renferme que trois bâtiments, soit une caserne, un magasin de provisions et une poudrière. Construit en bois, et malgré une remise en état lors de la Guerre de 1812, le fort tombe en ruine dès 1825.

## Quatrième citadelle

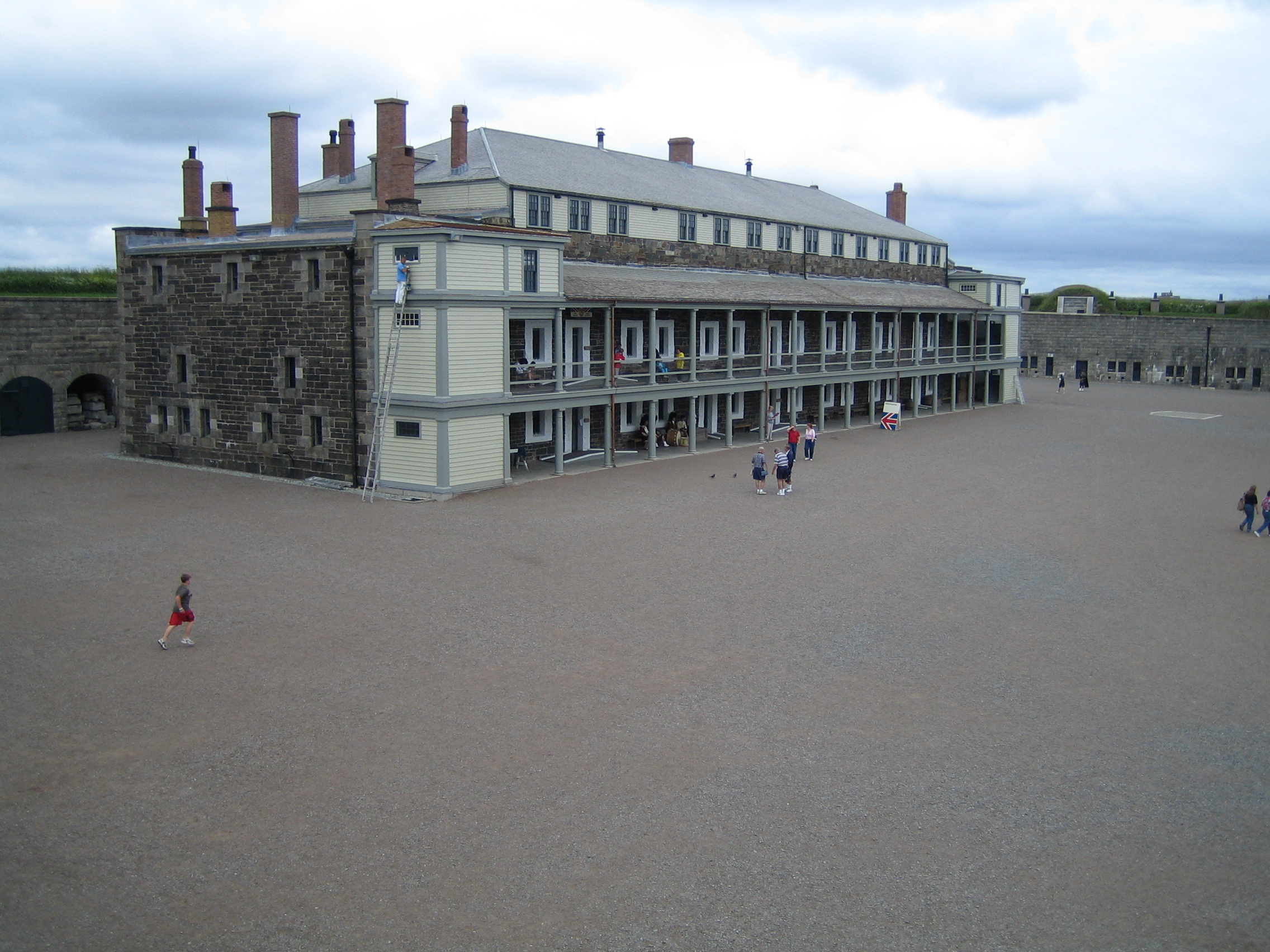
Édifice Cavalier.

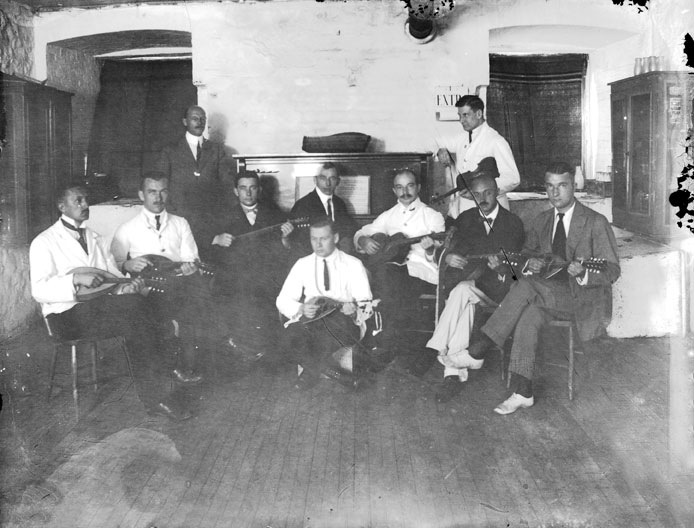
Prisonniers de guerre à la citadelle d'Halifax vers 1917 avant l'ouverture d'un camp de prisonniers de guerre permanent à Amherst

Dans les années 1820, les tensions entre la Grande-Bretagne et les États-Unis sont à leur niveau le plus élevé. Craignant encore une fois que ces derniers attaquent Halifax, les Britanniques décident de construire une protection plus durable à leur base navale. Les plans de la nouvelle citadelle (en pierre cette fois-ci) ont été conçus par Gustavus Nicolls, des Royal Engineers. La construction débuta en 1828, mais des problèmes de conception font en sorte qu'elle n'est achevée qu'en 1856. Elle est cédée au ministère de la Milice et de la Défense du Canada en 1906. Lors de la Première Guerre mondiale, elle sert de caserne et de centre de commandement pour le port d'Halifax. Elle sert de nouveau de caserne lors de la Seconde Guerre mondiale.
La citadelle a été désignée lieu historique national le 29 mai 1935.